# 격쟁
격쟁(擊錚)이란, 조선시대 일반 백성이 궁궐 안으로 들어가거나 임금이 행차할 때에 징이나 꽹과리를 치며 억울한 사연을 호소하는 것이다. 신문고가 폐지된 뒤에 《속대전》에서 합법화되었다.

## 격쟁의 처벌
격쟁(擊錚) 자체는 합법적인 행위이나 이러한 격쟁을 벌인 사람은 일단 소란을 피운 죄인이라 하여 형조에서 형식적인 곤장 몇 대를 맞은 뒤 이유를 설명할 수 있었다. 이러한 처벌이 있음에도 불구하고 글을 몰라 상소문을 올릴 수 없는 백성들에겐 거의 유일한 민원창구였다. 뒤에 함부로 궁 안에 들어와 격쟁하는 자가 많아지자 철종 6년에는 임금이 행차할 때에만 격쟁을 할 수 있도록 하였다.

## 사건사
격쟁은 횟수의 제한이 없기 때문에 매우 빈번하게 일어났으며 똑같은 일로 여러 번 격쟁을 벌이거나, 사소한 일 때문에, 아니면 장난으로 격쟁을 하는 사람이 생기기도 했다. 때문에 조선 정부에서는 규칙을 정하여 '구체적으로 형벌이 스스로에게 미치는 일', '부자(父子) 관계를 밝히는 일', '적첩(嫡妾)을 가리는 일', '양천(良賤)을 가리는 일' 의 이른바 '사건사'(四件事)에 관한 일이 아니면 격쟁을 할 수 없도록 하였다. 이밖에 '민폐에 관한 일'도 가능했다. 만약 이외의 일로 격쟁을 했을 때에는 곤장 100대에 3000리 귀양으로 처벌하였다. 그러나 이러한 엄격한 처벌에도 불구하고 격쟁은 빈번하게 남발되었다.

## 격쟁을 가장 많이 받아들인 왕
격쟁을 가장 받아들인  왕은 정조이다. 동시에 정조는 격쟁 제도를 최초로 만든 왕이기도 하다. 격쟁은 백성들과 직접 소통하고자 하는 그의 의지를 잘 보여 주는 예이다. 정조는 24년(1776년~1800년)의 재위 기간 동안 1,335건의 격쟁을 들었다.